# Décimo Hatério Agripa
Décimo Hatério Agripa (em latim: Decimus Haterius Agrippa; 32) ou Dídio Hatério Agripa (em latim: Didius Haterius Agrippa) foi um senador romano eleito cônsul em 22 com Caio Sulpício Galba. Era filho do orador Quinto Hatério, cônsul sufecto em 5 a.C.. Tácito o descreve como uma "criatura sonolenta".

## Carreira
Agripa foi tribuno da plebe em 15, pretor em 17 e cônsul em 22. Em algum momento de sua carreira, pediu ao imperador Tibério que nomeasse um número limitado de candidatos políticos de cada família por vez. Morreu em 32 durante o período turbulento que se seguiu à execução do prefeito pretoriano Sejano. Agripa também é conhecido por ter sido o delator responsável pela prisão e execução de Clutório Prisco.

## Família
Agripa se casou com Domícia, filha de Antônia Maior e Lúcio Domício Enobarbo. O único filho conhecido do casal foi Quinto Hatério Antonino, cônsul em 53.